# Pápaszemes repülőkutya
A pápaszemes repülőkutya (Pteropus conspicillatus) az emlősök (Mammalia) osztályának denevérek (Chiroptera) rendjéhez, ezen belül a nagydenevérek (Megachiroptera) alrendjéhez és a repülőkutyafélék (Pteropodidae) családjához tartozó közepes méretű faj.

## Elterjedése, élőhelye
A pápaszemes repülőkutya elsősorban Ausztrália északi részén honos, ahol Queensland államban a Hitchinbrook-sziget és a York-foki-félsziget közötti területen fordul elő.
Kisebb kolóniái Új-Guinea szigetén és néhány azt körülvevő kisebb szigeten (Woodlark sziget, Alcester sziget, Kiriwina és  Halmahera) is megtalálható.
Trópusi esőerdőkben élő faj.

## Alfajai
- Pteropus conspicillatus conspicillatus
- Pteropus conspicillatus chrysauchen

## Megjelenése
Az állat hossza 22-24 centiméter, vitorlafesztávolsága 100 centiméter; testtömege 400-600 gramm.
Teste egyöntetű fekete színű, szemei körül feltűnő szalmasárga rajzolattal, erről kapta a nevét.

## Életmódja
A repülőkutya kolóniákban él, alkonyatkor és pirkadatkor a legaktívabb. A nappalt az erdei óriásfák lombozatában függeszkedve alvással tölti. Eléggé nyugtalan faj, még nappal is, amikor a legtöbb éjszaka aktív állat alszik, a pápaszemes repülőkutya hangadásaival hívja fel magára a figyelmet. Kolóniái többnyire elég nagyok, olykor több ezer állatból is állhatnak.
Amikor elindul éjszaka táplálékot szerezni, a fejjel lefelé lógó pihenőállásból erős szárnycsapásokkal először vízszintes rajthelyzetbe hozza magát, majd a hátulsó végtagjaival elengedi a kapaszkodásra szolgáló ágat.
Tápláléka nektárból és vadon termő gyümölcsfélékből áll, de olykor haszonnövények gyümölcsét is fogyasztja, mindenekelőtt a  mangó, és a füge a kedvence.
Este nagy csapatokban hagyják el alvóhelyüket, hogy táplálkozni induljanak. Akár 50 kilométeres távolságba is elrepülnek táplálék után kutatva.
A fajnak fontos szerepe van több esőerdei fafaj beporzásában és magjainak terjesztésében.

## Szaporodása
Az ivarérettséget 1-2 éves korban éri el. A párzási időszak március és május közé esik, a kölykök október és december eleje között jönnek a világra.
A párzási időszakban a hímek a kolónián belül egy nagyjából egyméteres átmérőjű revírt alakítanak ki, és itt párzanak a nőstényekkel.
Egy hónapos korukig a nőstény bundájába kapaszkodó kicsinyét mindenhová magával cipeli, ezután viszont a kölyök növekvő súlya miatt anyja a kolóniában hagyja éjszakánként, míg ő táplálék után jár.
A kölykök két hónapos korában kerül sor életük első repülési kísérletére, de a kolóniát csak három hónapos korukban hagyják el először, hogy önállóan keressenek táplálékot maguknak.

## Természetvédelmi helyzete
- Mivel olykor a gyümölcsültetvényeken is megjelenik és ott kárt okoz, kártevőként néhol intenzíven irtják.
- Az élőhelyét jelentő erdőségeket is irtják többfelé.
- Az ausztrál őslakók táplálék céljából ma is vadásszák.
- Összállománya nagyjából 100.000 egyedből állhat, amely lassan csökkenő tendenciát mutat.
- Mindezek ellenére ma még elég gyakori faj, így a Természetvédelmi Világszövetség Vörös Listáján a „nem fenyegetett” kategóriába van besorolva.

## Rokon fajok
A pápaszemes repülőkutya eléggé elkülönül a Pteropus nemen belül. A Pteropus conspicillatus fajcsoportba rajta kívül csak a cerami repülőkutya (Pteropus ocularis) tartozik.

## Fordítás
- Ez a szócikk részben vagy egészben  a   Brillenflughund című német Wikipédia-szócikk fordításán alapul.  Az eredeti cikk szerkesztőit annak laptörténete sorolja fel. Ez a jelzés csupán a megfogalmazás eredetét és a szerzői jogokat jelzi, nem szolgál a cikkben szereplő információk forrásmegjelöléseként.